# Билтмор
Поместье «Би́лтмор» (англ. Biltmore Estate) — жилой комплекс и туристическая достопримечательность, находящаяся в городе Ашвилл, штат Северная Каролина, США. Поместье, построенное Джорджем Вашингтоном Вандербильтом II между 1889 и 1895 годами в стиле шатоэск, является крупнейшим частным домом в Соединённых Штатах: его площадь 16622,8 м², а состоит особняк из 250 комнат.
Архитекторами комплекса выступили Ричард Хант и Фредерик Олмстед.
В настоящее время поместье, олицетворяющее Позолоченный век американской истории, принадлежит потомкам Джорджа Вандербильта II и управляется его внуком, Биллом Сесилом. Хотя поместье и является частной собственностью, оно открыто для посещения туристами: ежегодно его посещают около одного миллиона посетителей.
С 15 октября 1966 года поместье «Билтмор» занесено в Национальный реестр исторических мест, а с 23 мая 1963 года оно получило статус национального исторического памятника.
В 2007 году поместье «Билтмор» заняло 8-е место в списке «Любимая архитектура Америки» по версии Американского института архитекторов.

## В настоящее время
На сегодняшний день поместье занимает территорию 3200 га и принадлежит The Biltmore Company, которая контролируется внуком Джорджа Вандербильта II Биллом Сесилом, который унаследовал имение после смерти своей матери Корнелии.
С 15 октября 1966 года поместье «Билтмор» занесено в Национальный реестр исторических мест, а с 23 мая 1963 года оно получило статус национального исторического памятника.

## В культуре
Поместье «Билтмор» появлялось во многих художественных фильмах:
- «Будучи там» (1979)
- «Редкая порода» (1984)
- «Мистер Судьба» (1990)
- «Последний из могикан» (1992)
- «Богатенький Ричи» (1994)
- «Целитель Адамс» (1998)
- «Ганнибал» (2001)
- «Великий Гэтсби» (2013)

Также поместье можно увидеть в 8-м сезоне телесериала «Холм одного дерева».
Действие подросткового фэнтезийного цикла Роберта Битти "Серафина" происходит вокруг поместья "Билтмор".